# ウォルター・ロスチャイルド (第2代ロスチャイルド男爵)

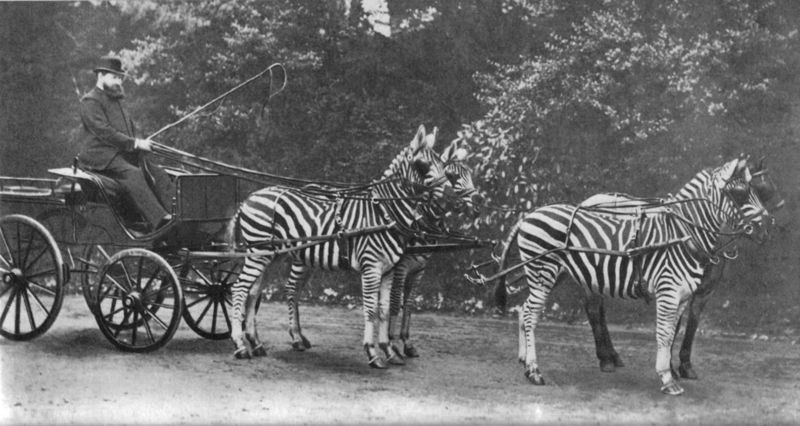
シマウマの馬車に乗るウォルター。ハイド・パークをこれで回って話題になった。

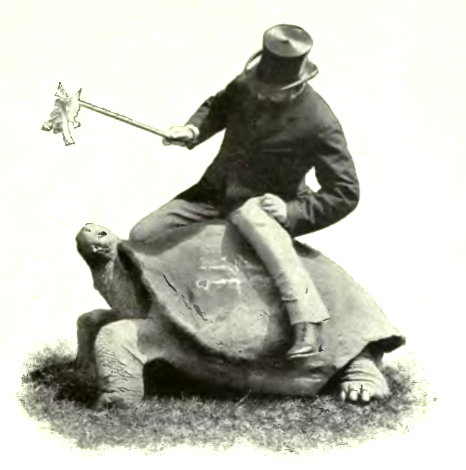
トリングパークで飼っていたガラパゴスゾウガメに乗るウォルター。このゾウガメは「ロトゥマ」と名付けられ、年齢は150歳以上だったという。

第2代ロスチャイルド男爵ライオネル・ウォルター・ロスチャイルド（英語: Lionel Walter Rothschild, 2nd Baron Rothschild, FRS、1868年2月8日 - 1937年8月27日）は、イギリスの動物学者、政治家、貴族。
英国ロスチャイルド家の嫡流であるが、銀行業には関心を持たず、動物学研究に傾倒した。

## 経歴
初代ロスチャイルド男爵ナサニエル・ロスチャイルドとその夫人エンマ・ルイーザ・フォン・ロートシルトの間の長男としてロンドンに生まれる。弟にチャールズ・ロスチャイルドがいる。
子供の頃から動物好きだった。子供の頃には蛾や蝶の蒐集をしていた。ケンブリッジ大学モードリン・カレッジで動物学を学ぶ。その卒業論文は高い学術的レベルにあり、教授たちから大学に留まって学者になることを薦められたが、1889年には大学の研究室を去って曾祖父ネイサン・メイアー・ロスチャイルドによって設立された投資銀行N・M・ロスチャイルド&サンズで働くようになった。しかしさして重要な役職には就かず、動物学研究を続ける時間的余裕をわざと作った。また銀行業の仕事に際しても大英帝国各地に散らばる支店を活用して動物に関する情報を収集したようである。
1892年にはロスチャイルド家所有の土地トリング・パークに動物園と動物学博物館を設立した。博物館には多くの動物の剥製や昆虫の標本が集められた。また動物園には世界各地から動物を購入して集め、研究員たちとともにその生態を研究し、動物学の本を次々と刊行した。彼によって新発見された動物も少なくなく、それらの動物にはロスチャイルド・キリンなどロスチャイルドの名（ジラファ・カメロパルダリス・ロスチルディ Giraffa camelopardaris rothschildi)が冠された。
1899年にバッキンガムシャー・アリスバーリー選挙区から自由統一党候補として出馬して庶民院議員に当選する。以降、議会に行くという名目で銀行業の執務を抜け出してロンドン自然史博物館に通うようになった。
父から受けている手当は巨額だったが、それをもってしても数万匹の動物は養いきれなかった。彼は絶えず借金し、ついには父ナサニエルに無断で父に保険金をかけたことで父の逆鱗に触れた。父は銀行業務そっちのけで動物学研究に傾倒する長男ウォルターに三行半をつけるか迷っていたが、ここにきてついにウォルターを経営から追放して次男チャールズに経営を委ねることを決意した。こうしてウォルターは、煩雑な経営から免れて、残りの全生涯を動物学に捧げることができるようになった。銀行の経営を見るようになった弟チャールズも動物学研究に関心を持っており、兄の研究に協力した。チャールズは特にノミの研究で知られる。
第一次世界大戦中の1915年に父が死去し、第2代ロスチャイルド男爵を継承し、貴族院議員となる。さすがに父が死んだとなれば長男であるウォルターが銀行業を継承すべきという意見もあったが、相変わらず彼には銀行業をやる意思がなく、銀行業は弟チャールズが継ぐことになった。しかしチャールズは二年ほどで身体を壊したため、最終的には叔父レオポルドの息子であるライオネルとアンソニーの兄弟に受け継がれることになった。この兄弟は銀行業の才能があり、経営は再び軌道に乗ったという。
1917年にオスマン帝国領パレスチナにイギリス軍が進攻したが、その際に英外相アーサー・バルフォアに働きかけ、彼からバルフォア宣言を出させるのに貢献した。ウォルターはテオドール・ヘルツルの思想に影響を受けていたので、シオニズムに好意を持っていたが、英国ロスチャイルド家は英国ユダヤ人に反シオニズム組織を創設させるなど完全に反シオニズムの立場だったから、ウォルターは英国ロスチャイルド家の中で異端の人物だったといえる。もっともウォルター自身もシオニズムにさほど熱心だったわけではなく、これを積極的に推進していたのはパリ・ロスチャイルド家のエドモンであった。
絶滅鳥類やトリバネアゲハも研究し、日本の鳥類学者蜂須賀正氏との交流も知られている。
1937年に死去。彼の遺言によりトリング・パークの博物館やその展示物は大英博物館に遺贈されその一部となった。この博物館は現在「トリング自然史博物館」としてロンドン自然史博物館の姉妹博物館（分館）となっている。博物館には哺乳類の剥製2000、鳥類の剥製2400（もともとは30万個近くあったが、29万5000個をアメリカの博物館に売却）、爬虫類の剥製680が展示されており、また研究室には30万の鳥類の皮、20万の鳥類の卵、225万の昆虫類が収められているという。
ウォルターの墓には「ask of the beasts and they will tell thee and the birds of the air shall declare unto thee」（動物達に語りかけよ、さすれば獣はそれに応え、空を飛ぶ鳥達も何か告げてくれるであろう）の墓碑銘が刻まれている。
生涯未婚で私生児の娘一人しかなかったため、ロスチャイルド男爵位は甥のヴィクター（弟チャールズの長男）が継承した。

## 人物

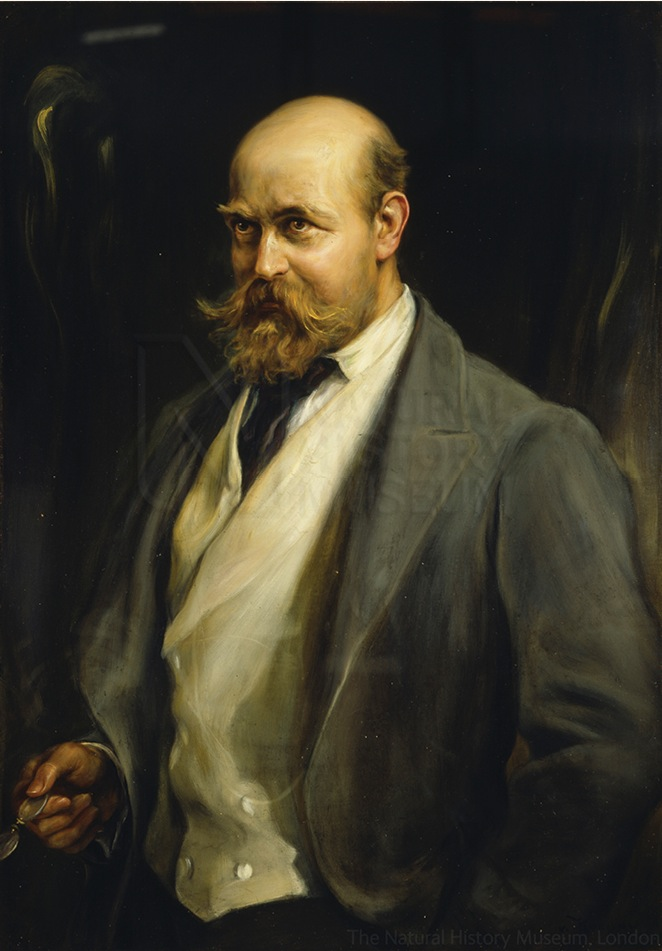
ウォルターの肖像画

従甥にあたるエドムンド・ド・ロスチャイルドは自伝の中で「ウォルター伯父は変わった人だった」と述べている。彼によればロスチャイルド一族の子供たちが集まるクリスマス・ランチで、ウォルターの甥であるヴィクターがよく伯父をからかって「ウォルター伯父さん、アリゲーターとクロコダイルは何が違うのですか」などと質問するのに対してウォルターは子供たちがクスクスと笑っているのを気にもせず、どもった長い解説を始めるのが常であったという。

## 家族
生涯未婚であったが、マリア・バーバラ・フリーデンソン（Marie Barbara Fredenson）との間に私生児の娘オリガ・アリス・ミュリエル・ロスチャイルド（Olga Alice Muriel Rothschild）を儲けている。オリガははじめブライス・エヴァンズ・ブレア（Bryce Evans Blair）と結婚していたが、1981年に第4代チャーストン男爵リチャード・ヤード＝ブラーと再婚し、1992年に死去している。